# Rivière Moreau (vattendrag i Guadeloupe)
Rivière Moreau är ett vattendrag i Guadeloupe (Frankrike). Det ligger i den centrala delen av Guadeloupe, 20 km nordost om huvudstaden Basse-Terre.